# Hoplolopha
Hoplolopha is een geslacht van rechtvleugeligen uit de familie Pamphagidae. De wetenschappelijke naam van dit geslacht is voor het eerst geldig gepubliceerd in 1876 door Stål.

## Soorten
Het geslacht Hoplolopha omvat de volgende soorten:
- Hoplolopha asina Saussure, 1887
- Hoplolopha horrida Burmeister, 1838
- Hoplolopha karasensis Sjöstedt, 1932
- Hoplolopha pinheyi Dirsh, 1958
- Hoplolopha reflexa Walker, 1870
- Hoplolopha serrata Stål, 1875
- Hoplolopha vansoni Dirsh, 1958